# Tuburan (Cebu)
Tuburan è una municipalità di seconda classe delle Filippine, situata nella Provincia di Cebu, nella Regione del Visayas Centrale.
Tuburan è formata da 54 baranggay:
- Alegria
- Amatugan
- Antipolo
- Apalan
- Bagasawe
- Bakyawan
- Bangkito
- Barangay I (Pob.)
- Barangay II (Pob.)
- Barangay III (Pob.)
- Barangay IV (Pob.)
- Barangay V (Pob.)
- Barangay VI (Pob.)
- Barangay VII (Pob.)
- Barangay VIII (Pob.)
- Bulwang
- Caridad
- Carmelo

- Cogon
- Colonia
- Daan Lungsod
- Fortaliza
- Ga-ang
- Gimama-a
- Jagbuaya
- Kabangkalan
- Kabkaban
- Kagba-o
- Kalangahan
- Kamansi
- Kampoot
- Kan-an
- Kanlunsing
- Kansi
- Kaorasan
- Libo

- Lusong
- Macupa
- Mag-alwa
- Mag-antoy
- Mag-atubang
- Maghan-ay
- Mangga
- Marmol
- Molobolo
- Montealegre
- Putat
- San Juan
- Sandayong
- Santo Niño
- Siotes
- Sumon
- Tominjao
- Tomugpa